# Stijn Steels
Stijn Steels, né le 21 août 1989 à Gand, est un coureur cycliste belge, évoluant à la fois sur la route et sur la piste. Il est le neveu de l'ancien cycliste professionnel Tom Steels.

## Biographie
Stijn Steels naît le 21 août 1989 à Gand en Belgique. Il est le neveu de Tom Steels.
Membre de Rock Werchter-Chocolade Jacques de 2008 à 2009, il entre dans l'équipe continentale Qin en 2010, puis passe l'année suivante chez Jong Vlaanderen-Bauknecht. En 2012, il court sous les couleurs d'EFC-Omega Pharma-Quick Step. L'année suivante, il est dans l'équipe Crelan-Euphony, mais celle-ci disparaît à la fin de la saison. Il est alors recruté par Topsport Vlaanderen-Baloise et y effectue sa première saison en 2014. Avec cette équipe, il remporte À travers les Ardennes flamandes en 2015 et le Grand Prix de Lillers-Souvenir Bruno Comini en 2016.
À l'issue de la saison 2017, il s'engage avec l'équipe Verandas Willems-Crelan. Il est prévu qu'il y ait un rôle d'équipier auprès du Wout van Aert lors des classiques flandriennes.

## Palmarès sur route

### Par années
- 2007[1]
  - 3ea étape du Sint-Martinusprijs Kontich (contre-la-montre par équipes)
  - Circuit des régions flamandes
  - Circuit Mandel-Lys-Escaut juniors
  - 1re étape du Tour d'Istrie
  - 2e du Tour d'Istrie
- 2009
  - Champion de la province d'Anvers sur route espoirs
- 2010
  - Classement général du Tour du Brabant flamand
- 2012
  - Champion de la province d'Anvers sur route
  - Champion de la province d'Anvers du contre-la-montre
  - 1re étape de l'Arden Challenge
  - 2e étape du Tour de Franche-Comté
  - 1re étape du Tour de Moselle
  - Boucles de l'Austreberthe
  - 3e du Tour de Moselle
- 2013
  - 2e du Grand Prix Marcel Kint
  - 3e de la Flèche du port d'Anvers
- 2015
  - Grote Prijs Wase Polders
  - À travers les Ardennes flamandes
  - 3e de la Stan Ockers Classic
- 2016
  - Grand Prix de Lillers-Souvenir Bruno Comini
  - 2e du Grand Prix Jean-Pierre Monseré
  - 3e de la Coupe Sels
- 2018
  - 2e de l'Izegem Koers
  - 2e de la Ruddervoorde Koerse
- 2019
  - 2e de la Puivelde Koerse

### Classements mondiaux
| Année           | 2010 | 2011 | 2012 | 2013 | 2014 | 2015 | 2016 | 2017 | 2018   |
| --------------- | ---- | ---- | ---- | ---- | ---- | ---- | ---- | ---- | ------ |
| UCI Europe Tour | 357e |      | 726e | 434e | 698e | 388e | 318e | 810e | 1 628e |

## Palmarès sur piste

### Championnats nationaux
- 2006[1]
  -  Champion de Belgique de l'américaine juniors (avec Fréderique Robert)
  -  Champion de Belgique de poursuite par équipes juniors (avec Matthias Allegaert, Jens Debusschere et Gieljan Angelrelst)
  - 3e du championnat de Belgique de vitesse juniors
- 2007
  -  Champion de Belgique de l'omnium juniors
  -  Champion de Belgique de poursuite juniors
  -  Champion de Belgique de vitesse par équipes juniors (avec Fréderique Robert et Timothy Stevens)
  -  Champion de Belgique de l'américaine juniors (avec Fréderique Robert)
  - 2e du championnat de Belgique du keirin juniors
  - 2e du championnat de Belgique du kilomètre juniors
  - 2e du championnat de Belgique de vitesse juniors
  - 2e du championnat de Belgique du poursuite par équipes juniors
  - 3e du championnat de Belgique du scratch juniors
- 2008
  - 2e du championnat de Belgique de poursuite par équipes
- 2009
  -  Champion de Belgique de poursuite par équipes (avec Ingmar De Poortere, Tim Mertens et Jeroen Lepla)
- 2010
  - 3e du championnat de Belgique de course derrière derny espoirs
- 2018
  - 2e du championnat de Belgique de course aux points